# La Vie en vert
 (mai 2023).
La vie en vert est une émission de télévision québécoise de type magazine produite par Blimp Télé et diffusée entre le 13 septembre 2006 et le 27 mars 2012 sur Télé-Québec, ainsi que la majorité des chaînes de TV5 Monde.
Durant les cinq premières saisons, La vie en vert était animée par Pascale Tremblay, entourée des journalistes Eve Beaudin, Ariane Paré-Le Gal, Steve Proulx, et François Cardinal.   Pour sa sixième saison, le magazine était coanimé par Sophie Fouron, Paul Journet, K, et Steve Proulx.

## Synopsis
L'émission aborde les problématiques autour de l'éco-responsabilité individuelle et communautaire, sur des sujets tels que l'alimentation, les déplacements, l'aménagement urbain, la consommation, la politique, etc. Le tout est présenté sous forme de reportages, de dossiers, de capsules et de conseils.
Cette émission essaie d’amener chacun à ajuster ses habitudes de vie et de consommation. Elle a pour but de faire réfléchir les individus aux conséquences de leurs habitudes, en espérant qu’ils adopteront quelques changements simples à leur quotidien.

## Récompenses
- 2010 : Prix Gémeaux du Meilleur magazine de services
- 2009 : Prix Gémeaux du Meilleur magazine de services
- 2008 : Prix Gémeaux du Meilleur montage : magazine
- 2007 : Prix Gémeaux de la Meilleure réalisation : magazine